# Matsumoto Jōji

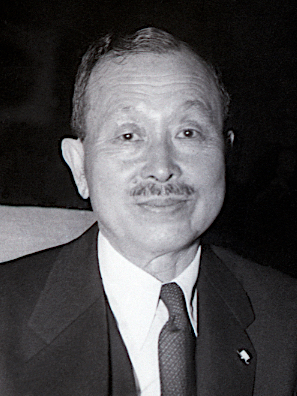
Matsumoto Jōji
um 1950

Matsumoto Jōji (japanisch 松本 烝治; geboren 14. Oktober 1877 in Tokio; gestorben 8. Oktober 1954 daselbst) war ein japanischer Rechtsgelehrter, der u. a. den Entwurf der neuen japanischen Verfassung nach dem Zweiten Weltkrieg verfasste.

## Leben und Wirken
Matsumoto Jōji war Sohn von Matsumoto Sōichirō (松本 荘一郎; 1848–1903), einem frühen Ingenieur und Beamten für das Eisenbahnwesen. Nachdem er im Jahr 1900 seinen Abschluss an der Universität Tokio im Fach Jura gemacht hatte, trat er in das „Ministerium für Landwirtschaft  und Handel“ (農商務省, Nōshōmushō) ein. 1903 kehrte er als Assistenzprofessor an seine Alma Mater zurück. Nachdem er Deutschland, Frankreich und England besucht hatte, wurde er 1911 Professor mit den Aufgabenbereichen Handels- und Bürgerliches Recht.
Seit 1913 wirkte Matsumoto auch als Berater des Legislative Bureau, verließ die Universität jedoch 1919 und wurde Direktor und dann Vizepräsident der Südmandschurischen Eisenbahn. 1923 wurde er Leiter des Legislativbüros des zweiten Kabinetts Yamamoto Gonbei und war an der Verabschiedung von Notstandsgesetzen nach dem Großen Kantō-Erdbeben beteiligt. 1934 wurde er im Kabinett Saitō Minister für Industrie und Handel (商工大臣, Shōkō daijin).
Nach Ende des Zweiten Weltkriegs spielte Matsumoto im Kabinett Shidehara 1945 als Staatsminister eine zentrale Rolle bei der Verfassungsrevision: Er war federführend beim Gesetzentwurf, der allerdings in der ersten Fassung von den Besatzungsmächten wegen seiner Nähe zur Meiji-Verfassung abgelehnt wurde. Er war an dem Scheckgesetz, der Verabschiedung des GmbH-Gesetzes und der Neufassung des Handelsgesetzbuches von 1938 beteiligt und trug maßgeblich zur Entwicklung des Wirtschaftsrechts durch entsprechende Gesetzgebung bei. Nach 1950 war er Vorsitzender der „Public Utilities Commission“ (公益事業委員会, Kōeki jigyō Iinkai).
Am 8. Oktober 1954 brach Matsumoto im Obergericht Tokio zusammen und verstarb trotz sofortiger ärztlicher Hilfe am selben Tag.
Matsumoto hat viele Fachbücher, darunter „Kaishōhō“ (海商法) –　„Maritime Commercial Law“　1914 und „Shihō rombun-shū“ (私法論文集) – „Essay on Private Law“ geschrieben, und man kann sagen, dass er die Hermeneutik des Handelsrechts im heutigen Japan etabliert hat. Mit seinem scharfen Verstand, seiner schlagfertigen Diskussionsfähigkeit und seiner großen Persönlichkeit war er nicht nur als Akademiker auf Theorien beschränkt, sondern war in vielen Bereichen tätig, einschließlich Politik und als Rechtsanwalt.